# Ху Цзя (стрибун у воду)
Ху Цзя (10 січня 1983) — китайський стрибун у воду.
Олімпійський чемпіон 2004 року, призер 2000 року.
Чемпіон світу з водних видів спорту 2001, 2005 років.
Переможець Азійських ігор 2002 року.